# Karang Baru (Lahat)
Karang Baru is een bestuurslaag in het regentschap Lahat van de provincie Zuid-Sumatra, Indonesië. Karang Baru telt 613 inwoners (volkstelling 2010).